# Deutscher Kulturbund (Österreich)
Der Deutsche Kulturbund war eine nationalsozialistische Vereinigung in Österreich.

## Vereinsgeschichte
Der Deutsche Kulturbund wurde 1928 in Wien, Österreich gegründet, offiziell als Verein zugelassen wurde er 1931. Den Gründungsvortrag in Wien hielt Alfred Rosenberg. Der Sitz der Landesführung befand sich in Linz.
Der Deutsche Kulturbund war dem deutschen Kampfbund für deutsche Kultur (KdK) körperschaftlich angeschlossen. So wie der KdK wurde auch der Deutsche Kulturbund 1934 aufgelöst und mit dem Reichsverband „Deutsche Bühne“ zur Nationalsozialistischen Kulturgemeinde („NS-Kulturgemeinde“) zusammengefasst. Verbunden war der Auflösungsprozess mit der Errichtung der „Dienststelle Rosenberg“ (DRbg), dem späteren „Amt Rosenberg“ (ARo).
In den frühen Jahren des Deutschen Kulturbundes ab 1928 verlief der Arbeit nur schleppend, da es Probleme gab, die Führungspositionen des Bundes zu besetzen. Der Vorsitzende der ersten Jahre war Alfred Frauenfeld, dann ruhten die Tätigkeiten wegen Führungsmangel. Frauenfeld folgten als Vorsitzende der Komponist Josef Reiter (1931–1932), der Schriftsteller Hermann Graedener (1932), der Maler Hugo Hodiener (1932–1933) und schließlich der Linzer Realschullehrer Anton Haasbauer (1933–1934).
Nach dem Verbot der NSDAP wurde auch der Deutsche Kulturbund untersagt, und zwar am 12. März 1933. Amtlich gelöscht wurde er am 4. August 1934.
Vor 1914 bestand der Neudeutsche Kulturbund, den 1907 der völkisch denkende Reichenberger Stadtarzt und Alkoholgegner Gustav Rösler (1862–1946) gegründet hatte. Dem Lebensreformer ging es um die Selbsterneuerung des Menschen unter rassischen Kriterien. Die Zeitschrift hieß Neues Leben. Gustav Simons gründete 1908 eine parallelen Deutschen Kulturbund im Deutschen Reich. 1916 wurde der Neudeutsche Kulturbund kriegsbedingt aufgelöst, Rösler publizierte aber weiter in der völkischen Szene Österreichs.

## Vereinsgliederung
Analog zum Kampfbund für deutsche Kultur war der Deutsche Kulturbund in Fach- und Ortsgruppen gegliedert.
Die Fachgruppen wurden von den jeweiligen Fachberatern geführt. Diese waren:
- Musik: Leopold Reichwein, Heinrich Damisch
- Theater: Mirko Jelusich (bis 1933), Ernst Holzmann (ab 1933)
- Architektur: Erwin Ilz
- Büchereiwesen: Karl Wache
- Schrifttum: Otto Emmerich Groh, Josef Weinheber
- Bildende Kunst: Ferdinand Andri

Die Ortsgruppen und deren Ortsgruppenführer waren:
- Wien: Hermann Graedener (bis 1932) Mirko Jelusich (ab 1932)
- Klagenfurt: Sepp König
- Graz: Karl Pfragner
- Linz: Josef Oberkofler
- Salzburg: Sepp Piffrader
- Innsbruck: Alfred Strobel, Friedrich Plattner

## Vereinsaktivitäten
Wesentliche Aktivitäten den Deutschen Kulturbunds waren:
- Die Gründung des Rings nationaler Schriftsteller durch die Fachgruppe Schrifttum am 28. April 1933
- Die Gründung des Rings nationaler Verleger und Buchhändler im Mai 1933 durch Karl Wache
- Die Gründung der Kunststelle des Deutschen Kulturbunds (ermäßigte Karten für Bundes- und Privattheater sowie das Konzerthaus)
- Die Gründung des Landeskampfbundorchesters unter der Leitung von Leopold Reichwein
- Das Betreiben der Spaltung des Wiener P.E.N. Clubs